# Domingo

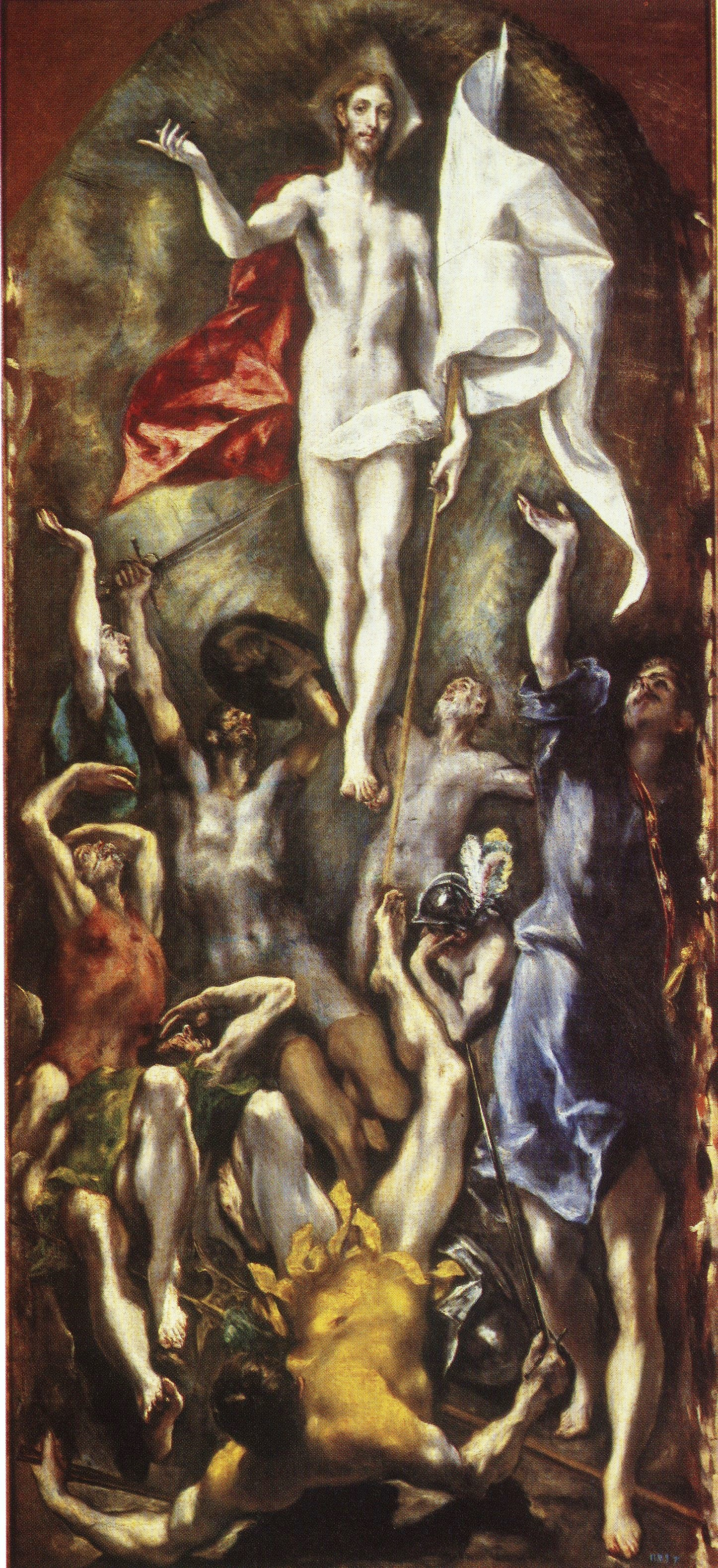
La Resurrección de El Greco (1586-1599).

El domingo (en lenguaje eclesiástico, domínica) es el día que precede al lunes y que sucede al sábado. Se trata del séptimo día de la semana civil y, en la mayoría de los países de tradición cristiana, así como de forma genérica en el mundo occidental, es considerado festivo. A nivel internacional, el estándar ISO 8601 del año 2004 estableció que la semana comienza el lunes y termina el domingo, considerándolo, de esta manera, el último día del cómputo semanal. Lo perteneciente o relativo al domingo o dominica se conoce como «dominical».
Por otra parte, el domingo es el primer día de la semana litúrgica en la tradición cristiana. El domingo es considerado un día feriado o festivo en la mayoría de los países del mundo y es parte del fin de semana. Solamente países influidos por la cultura musulmana o judía tienen el viernes o el sábado, respectivamente, como el día feriado semanal.

## Etimología
El vocablo «domingo» deriva del latín tardío [dies] dominĭcus (‘día del Señor’), debido a la celebración cristiana de la resurrección de Jesús. En la antigua Roma, se llamaba a este día dies solis (‘día del sol’).
La palabra domus (‘casa’), de donde tenemos «domingo», «don» y «domesticar». Domus se asocia con la raíz *demə- (‘construir’, ‘casa’) presente en el griego δεσπότης despótes (‘amo, dueño, señor’).

## Domingo como día de descanso
El apóstol Juan se refiere al «día del Señor» como κυριακὴ ἡμέρα (Kyriaki himera) (Apocalipsis 1:10). Kyriaki, que significa ‘del Señor’, más adelante se convirtió en la palabra griega para el domingo. La traducción al latín de la locución griega Kyriaki himera es dominĭcus dies. Las lenguas procedentes del imperio romano occidental, como el español y el italiano, tomaron la palabra dominĭcus como nombre del primer día de la semana; de allí la palabra «domingo», «día del Señor». Sin embargo, a la luz de Marcos 2:28 y de Lucas 6:05, está escrito que el mismo Jesús (como «Hijo de Hombre») afirma que es el «Señor del sábado», el cual es el séptimo día bíblico. Empero, un aspecto que hay que tener presente es que la locución «Hijo de Hombre» en el contexto semítico podía referirse también al hombre sin más. Algunos de los primeros cristianos observaban el sábado como día de reposo, mientras que otros se reunían para el culto el domingo. Sin embargo, en el año 363, las reuniones en el sábado como séptimo día fueron prohibidas por el Canon 29 del Sínodo de Laodicea.
Los apóstoles de Jesús se reunían el domingo —primer día de la semana— para la partición del pan (Hechos 20:7). El sábado es citado en el Nuevo Testamento como el día en que los apóstoles visitaban las sinagogas para predicar a Jesús no solamente a los judíos, y aunque la partición del pan posterior a la resurrección de Jesús aparece realizada el domingo, tanto en el pasaje de los discípulos de Emaús (Lucas 24:13-32) como en el libro de los Hechos de los Apóstoles (Hechos 20:7), que en la tradición posterior se hizo el Santo Sacrificio de la Misa o Divina Liturgia. En las Sagradas Escrituras no se menciona el cambio del sábado al domingo como día de descanso pero es algo que puede documentarse desde el siglo I.
No fue hasta el 7 de marzo del año 321, cuando Constantino I el Grande decretó que el «día del sol» (actual domingo) sería observado como el día de reposo civil obligatorio y, aunque tradicionalmente se ha querido ver en esta ley una muestra del cristianismo del emperador, la ley no beneficiaba específicamente a la Iglesia, dado que el «día del sol» era referido al Sol Invictus, una divinidad pagana que había cobrado especial importancia en el culto imperial:

3. [2.] Imp. Constantinus A. Helpidio.- Omnes iudices urbanaeque plebes et cunctarum artium officia venerabili die solis quiescant. Ruri tamen positi agrorum culturae libere licenterque inserviant, quoniam frequenter evenit, ut non alio aptius die frumenta sulcis aut vineae scrobibus commendentur, ne occasione momenti pereat commoditas coelesti provisione concessa.

PP. V. Non. Mart. Crispo II. et Constantino II. Conss. [321].
3. [2.] El emperador Constantino, Augusto, a Helpidio.- Descansen todos los jueces, la plebe de las ciudades, y los oficios de todas las artes el venerable día del sol. Pero trabajen libre y lícitamente en las faenas agrícolas los establecidos en los campos, pues acontece con frecuencia, que en ningún otro día se echa el grano a los surcos y se plantan vides en los hoyos más convenientemente, a fin de que con ocasión del momento no se pierda el beneficio concedido por la celestial providencia.

Publicada a 5 de las nonas de marzo, bajo el segundo consulado de Crispo y de Constantino. [321].

Código de Justiniano, Lib. 3, Tít. 12, § 3.
García del Corral, Ildefonso L.; Cuerpo del Derecho Civil Romano, Tomo 4, (1892), p. 333.

Antes de la Revolución francesa, en casi todos los países de tradición cristiana estaban prohibidos en domingo los trabajos manuales, el comercio y el baile. Había excepciones en casos de trabajos urgentes o para algún tipo de corporación gremial. Tras la Revolución, el descanso del domingo fue apareciendo paulatinamente en el derecho laboral, y en la actualidad está admitido en casi todas las legislaciones.
La mayoría de las confesiones cristianas actualmente consideran al domingo como el día del descanso, un día sagrado y que habitualmente conlleva la asistencia a misa o al servicio dominical correspondiente. El rechazo al descanso dominical o a su valor religioso como «día del Señor» se da en Iglesias como los Adventistas del Séptimo Día y otros grupos sabatistas, que reivindican el reposo sabático del Antiguo Testamento como algo obligatorio para los cristianos.

## Domingo en la Biblia
La Iglesia católica y todas las iglesias que se originan en la tradición apostólica guardan el domingo, basados en la traducción antes mencionada, con el significado místico de la renovación del mundo a través de la resurrección de Cristo. De esta manera, así como los judíos guardaban el sábado para recordar la obra de la creación, ahora los cristianos celebran el domingo para recordar la obra de la redención.
La idea de la preeminencia del día domingo fue establecida por la tradición de la Iglesia católica desde el siglo I, confirmada a través de diversos concilios y los escritos de los Padres de la Iglesia.

Este es el día que ha hecho el Señor, exultemos y gocémonos en él
Salmos 118:24

El primer día de la semana, estando nosotros reunidos para la fracción del pan, Pablo, que debía marchar al día siguiente, conversaba con ellos y alargó la charla hasta la media noche
Hechos 20:7-12

Cada domingo, guarden ustedes todo lo que hayan podido ahorrar, de modo que no esperen mi llegada para recoger las limosnas
1 Corintios 16:2

De hecho, Pablo de Tarso dice:

Que nadie los venga a criticar por lo que comen o beben o por no respetar fiestas o el día sábado, pues eso no es sino sombras de la realidad que es Cristo Jesús
Colosenses 2:16-17

Otro dato bíblico que nos confirma la importancia del domingo está en el libro del Apocalipsis. La costumbre de llamar a este primer día de la semana el «día del Señor», se basa en la creencia de que «el día del Señor» significa domingo (Ap 1,10), porque Juan dice haber estado en el Espíritu en el día del Señor, día en que Juan tuvo la visión por la cual escribiría este libro. Sin embargo, muchos creen que la locución «día del Señor» no se refiere a un día de la semana en especial, sino a un evento, el del juicio de Dios, pues en todo el Antiguo Testamento el día del Señor se refiere al juicio de Dios sobre las naciones. Esto va de acuerdo con la temática del libro de Apocalipsis.
"Esforzad los aullidos, porque cercano está el día del Señor; la desolación será como de la terrible mano del Señor" (Isaías 13:6). Versión Torres Amat.
En el Concilio de Jerusalén, celebrado hacia el año 50, el objetivo principal era determinar si el gentil piadoso creyente en Jesús debía convertirse formalmente al judaísmo, lo que implicaba ser circuncidado y seguir todos los preceptos del Antiguo Testamento, o sea, la Torá judía. La postura que expuso Santiago está registrada en Hechos (15:20); la asamblea la aprobó y posteriormente envió a otros creyentes para que comunicasen la decisión tomada:

Que hemos decidido el Espíritu Santo y nosotros no imponeros más cargas que estas necesarias:
Abstenerse de lo sacrificado a los ídolos, de la sangre, de lo ahogado y de la fornicación.
Haréis bien en guardaros de estas cosas.
Hechos (15:28-29)

Esto podría dar entender, junto con otras exhortaciones de Pablo de Tarso en sus cartas, que en realidad la observancia del sábado es para los judíos y no para los cristianos. Sin embargo, esto no tiene que ser necesariamente así, ya que el tema en discusión en el llamado Concilio de Jerusalén tenía como fin otros puntos relacionados con la ley Mosaica y no precisamente este hecho.

## Domingo en la tradición apostólica
Aunque algunos dicen,[cita requerida] en tiempos modernos, que en la Biblia los cristianos de los primeros años del cristianismo observaban aparentemente el sábado como día de descanso y de adoración al Señor, esto parece ignorar lo escrito en el libro de los Hechos, que determina lo contrario, y la tradición apostólica, que lo confirma en numerosos testimonios de los Padres apostólicos y de los Padres de la Iglesia, donde se afirma que los cristianos de los primeros años observaron siempre el domingo como día de descanso y de adoración al Señor. La Didaché, el escrito cristiano más primitivo que existe, dice:

Reúnanse el día del Señor, partan el Pan y celebren la acción de gracias.
Didaché

Ignacio de Antioquía, quien fue ordenado obispo por el mismo Juan el apóstol, escribió en el año 110:

Si los que se habían criado en el antiguo orden de cosas vinieron a una nueva esperanza, no guardando ya el sábado, sino viviendo según el día del Señor (Domingo), día en el que surgió nuestra vida por medio de él y de su muerte.
Carta a los magnesios, 9, 1

Justino Mártir vivió entre los años 100 y 164; en su primera apología escrita, en el capítulo 67 dice:

El día que se llama día del sol tiene lugar la reunión en un mismo sitio de todos los que habitan en la ciudad o en el campo. Celebramos esta reunión general el día del sol, por ser el día primero en que Dios, transformando las tinieblas y la materia, hizo el mundo, y el día también en que Jesucristo, nuestro Salvador, resucitó de entre los muertos; pues es de saber que le crucificaron el día antes del día de Saturno, y al siguiente al día de Saturno, que es el día del sol, se apareció a sus apóstoles (cf. Mt 28:9) y discípulos, enseñándoles estas mismas doctrinas que nosotros les exponemos para su examen.
San Justino, Apología, 1, 69

Orígenes escribió en el año 225:

Si se nos opone, que estamos acostumbrados a observar ciertos días, como, por ejemplo, el día del Señor, primero de la semana.
Orígenes

Jerónimo de Estridón, que vivió entre los años 340 y 420, escribió:

Los paganos lo llaman día del Sol, y debemos reconocerlo como tal con la mejor voluntad, puesto que en ese día apareció la luz del mundo y en ese día amaneció el Sol de Justicia.
Jerónimo de Estridón

El Catecismo de la Iglesia católica expone lo siguiente:

Jesús resucitó de entre los muertos “el primer día de la semana” (Mt 28:1; Mc 16:2; Lc 24:1; Jn 20:1). En cuanto es el “primer día”, el día de la Resurrección de Cristo recuerda la primera creación. En cuanto es el “octavo día”, que sigue al sábado (cf Mc 16:1; Mt 28:1), significa la nueva creación inaugurada con la resurrección de Cristo. Para los cristianos vino a ser el primero de todos los días, la primera de todas las fiestas, el día del Señor (Hè kyriakè hèmera, dies dominica), el “domingo”:

«Nos reunimos todos el día del sol porque es el primer día [después del sábado judío, pero también el primer día] en que Dios, sacando la materia de las tinieblas, creó al mundo; ese mismo día, Jesucristo nuestro Salvador resucitó de entre los muertos» (San Justino, Apología, 1,67).
El domingo se distingue expresamente del sábado, al que sucede cronológicamente cada semana, y cuya prescripción litúrgica reemplaza para los cristianos. Realiza plenamente, en la Pascua de Cristo, la verdad espiritual del sábado judío y anuncia el descanso eterno del hombre en Dios. Porque el culto de la ley preparaba el misterio de Cristo, y lo que se practicaba en ella, prefiguraba algún rasgo relativo a Cristo (cf 1Co 10, 11):
Los que vivían según el orden de cosas antiguo, han pasado a la nueva esperanza, no observando ya el sábado, sino el día del Señor, en el que nuestra vida es bendecida por Él y por su muerte» (San Ignacio de Antioquía, Epistula ad Magnesios, 9, 1).

La celebración del domingo cumple la prescripción moral, inscrita en el corazón del hombre, de “dar a Dios un culto exterior, visible, público y regular bajo el signo de su bondad universal hacia los hombres” (Santo Tomás de Aquino, Summa theologiae, 2-2, q. 122, a. 4). El culto dominical realiza el precepto moral de la Antigua Alianza, cuyo ritmo y espíritu recoge celebrando cada semana al Creador y Redentor de su pueblo
El día del Señor en el Catecismo de la Iglesia católica

El Apocalipsis de Pablo, del siglo III, introdujo en la tradición la idea judía del reposo semanal también en los infiernos. Según el relato, durante una visita al inframundo el apóstol Pablo le transmite a Cristo las reclamaciones de quienes sufren los tormentos. Cristo accede, y concede a los condenados una tregua (mitigatio poenarum) de un día y una noche, por lo que los castigos infernales quedarían suspendidos para siempre durante el domingo. Esta idea alcanzará popularidad en el mundo cristiano, pues dicho apocalipsis apócrifo llegó a tener una gran difusión en la Edad Media, y se halla presente en diversas leyendas como El viaje de san Brandán así como en los libros litúrgicos hasta finales de la época medieval.

## Liturgia católica
La liturgia distingue unos domingos respecto de otros, y así:
domingo de AdvientoEs cada uno de los cuatro que preceden a la fiesta de Navidad.
Domingo de RamosEl último de la Cuaresma, que da principio a la Semana Santa.
Domingo de ResurrecciónAquel en el que la Iglesia celebra la Pascua de Resurrección, que, en el rito latino, es el domingo inmediato al primer plenilunio de primavera (después del 20 de marzo).
Domingo de la Divina Misericordiala semana después de la Pascua; en este día cada quien comulga obtiene el perdón total de las culpas y de las penas.
Domingo de PentecostésFestividad de la Venida del Espíritu Santo, que se celebra el quincuagésimo día que sigue al de Pascua de Resurrección, contando ambos, y que fluctúa entre el 10 de mayo y el 13 de junio.
domingo de la Santísima TrinidadFiesta movible que celebra la Iglesia el domingo siguiente al de Pentecostés.

## En otros idiomas
Estos son algunos de los nombres que recibe el domingo en distintos idiomas:
- Aragonés: domingo, dominche.
- Armenio: Կիրակի (kirakí) del griego κυριακή (kiriakí), 'Señor'.
- Asturleonés: domingu.
- Catalán/valenciano: diumenge.
- Cebuano: dominggo.
- Corso: duménica.
- Esperanto: dimanĉo.
- Francés: dimanche (m.)
- Gallego: domingo.
- Griego moderno: κυριακή (kiriakí), de kiriós, 'Señor'.
- Indonesio: Harí minggu.
- Interlingua: domínica.
- Irlandés: an domhnach.
- Italiano: domenica (f.)
- Latín: díes Domínĭcus o díes Solis..
- Malayo: Harí minggu; Harí ahad.
- Napolitano: dumméneca.
- Occitano: dimenge (m.)
- Portugués: domingo.
- Rumano: duminică (f.)
- Véneto: doménega (f.)
- Vietnamita: chủ nhật ('día del Señor').

### «Día del Sol»
- Afrikáans: sondag.
- Alemán: Sonntag.
- Bretón: Sul (m.) Sulioù (pl.), disul adverb
- Chino: 星期日 (xīngqīrì) (sol), 星期天 (xīngqītiān) (cielo).
- Coreano: 일요일 (日曜日 iryoil).
- Danés: søndag.
- Feroés: sunnudagur (m.)
- Finés: sunnuntai.
- Frisón: snein.
- Galés: dydd sul.
- Hindi: रविवार (ravi-vār).
- Ido: sundio.
- Inglés antiguo: Sunnandæg (m.)
- Inglés: Sunday.
- Islandés: sunnudagur (m.)
- Japonés: 日曜日 (にちようび, nichiyōbi).
- Latín: díes Solis (sol) o díes Domínĭcus (señor).
- Náhuatl: tōnatiuhtōnal.
- Neerlandés: zondag (m.).
- Noruego: søndag.
- Quechua: intichaw.
- Sesoto: sontaha.
- Sueco: Söndag.
- Tailandés: วันอาทิตย์ (wan aa thīt).
- Yidis: זונטיק (zúntik).

### «Día de no trabajo»
- Serbio: недеља/nedelja (f.)
- Búlgaro: неделя (nedelja) (f.)
- Casubio: niedzela (f.)
- Checo: neděle (f.)
- Eslovaco: nedel’a (f.)
- Esloveno: nedelja (f.)
- Croata: nedjelja (f.)
- Polaco: niedziela (f.)
- Ucraniano: неділя (nedílja) (f.)

### Otros significados
- Alabama: nihtahollo, nihta istontòklo.
- Albanés: e diel.
- Amhárico: ሰኞ
- Árabe: الأحد (al-’áħad) - 'el [día] uno'.
- Azerí: bazar.
- Cheroqui: ᎤᎾᏙᏓᏆᏍᎬᎢ (unadodaquasgvi).
- Chickasaw: nitak hullo.
- Estonio: pühapäev - 'día sagrado'.
- Euskera: igandea, domeka. - 'El día de la luna llena’. El nombre significaría igan handia, que sería  el punto más crecido de la luna llena.
- Georgiano: კვირადღე (kviradǧe).
- Guaraní: arateĩ - 'primer día (día uno)'.
- Hebreo: יוֹם רִאשׁוֹן (yom rišón) m. - 'primer día'.
- Húngaro: vasárnap - 'día del mercado'.
- Kurdo: dusem.
- Letón: svētdiena.
- Lituano: sekmadienis.
- Maorí: rätapu.
- Ojibwa: Anami’egiizhigad.
- Persa: یک‌شنبه (yekšambe) - 'primer día'.
- Panyabí: ਐਤਵਾਰ (aitavār).
- Ruandés: kwamungu.
- Ruso: воскресенье (voskresén’je) n. - 'día de la resurrección de Cristo'.
- Siksiká: naatoyiksistsiko.
- Somalí: axad (préstamo del árabe).
- Suajili: jumapili (el segundo día de la semana).
- Tagalo: Linggo.
- Turco: pazar.
- Volapük: balüdel.
- Wólof: dibéer.